# Eastern
Eastern è un tipo d'impugnatura della racchetta utilizzata per il colpo del diritto nel tennis.
Tale tipo di impugnatura si effettua tenendo il manico della racchetta, posta in posizione verticale, in modo che la radice del dito indice sia posta sul lato largo della racchetta, quello perpendicolare al terreno, parallelo al piatto corde. Data la forma ottagonale del manico delle racchette, per arrivare ad una presa "Eastern" basta ruotare a destra fino ad arrivare alla seconda faccia dell'ottagono (partendo dalla presa "Continental").
Tale tipo di impugnatura è utilizzata per i colpi di dritto da fondo campo e permette la possibilità di effettuare dei colpi in top-spin mediante un movimento del polso. Può essere utilizzata nei colpi al volo, soprattutto colpendo la palla molto piatta evitando tagli particolari. 
Partendo da questa impugnatura ruotando a destra di un'altra faccia dell'ottagono si ottiene una presa "Semi-Western", che alcuni tennisti, tra cui Rafael Nadal, esasperano fino a raggiungere un altro tipo di impugnatura detta "Full-Western" che consente di dare un effetto molto accentuato.